# スティーヴ・ホワイト
スティーヴ・ホワイト（Steve White、1965年5月31日 - ）は、ロンドン・サザーク出身のイングランド人ドラマー。ポール・ウェラーやスタイル・カウンシルなどのほか、他のイギリスのミュージシャンとも広く共演している。

## 経歴
幼少期に叔父から小型ドラムを与えられ、地元のボーイズ・ブリゲードへの参加と同時にテクニックを学び始める。両親からはポール・ウェラーと同じく万全のサポートを受けた。青年期はバディ・リッチやルイ・ベルソンを見習うほか、自身のドラム講師であったボブ・アームストロングに師事。アルバイトをしながら地元バンドで活動し、余ったお金はすべてジャズ・レコードの収集に費やした。1983年にポール・ウェラーが当時結成した無名バンド（後のスタイル・カウンシル）のオーディションを受け、17歳のドラマーでありながら、ジャズを音楽的背景として持っていることに感銘を受けたウェラーからオーディションの翌日にもう一度来るように頼まれた。ホワイトはその後、数年の間をバンドとともに活動し、正式にバンド加入を打診されることはなかったものの、バンドのビデオのほとんどに出演したほか、2、3の作品を除くすべての作品でレコーディングに参加した。ウェンブリーで開催された1985年のライヴエイドではステージ最年少のドラマーとなった。
1988年にスタイル・カウンシルを離れ、イアン・デューリーやザ・レッド・スキンズ、ジャズ・レネゲイズなどといった著名な顔ぶれとのプロジェクトで共演を試みる。しかし1990年にスタイル・カウンシルが日本のテレビ番組のために1回限りのギグを行うにあたり、ポール・ウェラーが自身のスタジオにデモ・トラック収録のためにホワイトを招くと、ホワイトは間もなくウェラーのソロ・プロジェクトで専任ドラマーとなり、その関係は今日に至るまで続いている。
実弟のアラン・ホワイトも同じくドラマーであり、1995年から2004年の9年間に渡りオアシスで活動していた。アランについては、リンゴ・スターやボンゾと並んで、最も影響を受けたドラマーの一人に挙げている。2001年のオアシスのツアーでは、アランの怪我のためにスティーヴが一時的にアランの代役を務めたこともある。
現在は元スタイル・カウンシルのキーボーディストのミック・タルボットと、オーシャン・カラー・シーンの元ベーシストであるデーモン・ミンケラと共にプレイヤーズのメンバーとしても活動している。
自身のウェブサイトではファンの質問に答えたり、ポール・ウェラーやチャド・スミスほか多くのミュージシャン達と近況について意見を交わしている。2005年のLIVE 8のザ・フーのステージでは、レギュラー・ドラマーのザック・スターキーの代役としてドラムを担当。オアシスのツアーとレコーディングにも参加した。
ホワイトは現在、ポール・ウェラーのギグやレコーディングには参加せず、デーモン・ミンケラとシェイマス・ベイゲンと共にトリオ・ヴァロアーとして活動しているほか、ジョン・ロードとも活動がある。
自身のファンの一人が睾丸癌で化学療法を施されていることを知ったことから、精巣腫瘍の啓発サイト (www.checkemlads.com) の設立に寄付。男性の癌啓発サイトとしてはイギリスで現在最も大きなものの一つとなっている。

## ディスコグラフィ

### ジェイムス・テイラー・カルテット
- 『ゲット・オーガナイズド』 - Get Organized (1989年)

### ポール・ウェラー
- 『ポール・ウェラー』 - Paul Weller (1992年)
- 『ワイルド・ウッド』 - Wild Wood (1993年)
- 『ライヴ・ウッド』 - Live Wood (1994年)
- 『スタンリー・ロード』 - Stanley Road (1995年)
- 『ヘヴィー・ソウル』 - Heavy Soul (1997年)
- 『モダン・クラシックス〜グレイテスト・ヒッツ』 - Modern Classics – The Greatest Hits (1998年)
- 『ヒーリオセントリック』 - Heliocentric (2000年)
- 『デイズ・オブ・スピード』 - Days of Speed (2001年)
- 『イルミネーション』 - Illumination (2002年)
- Fly on the Wall: B Sides & Rarities (2003年)
- 『スタジオ150』 - Studio 150 (2004年)
- 『アズ・イズ・ナウ』 - As Is Now (2005年)
- 『キャッチ - フレイム!』 - Catch-Flame! (2006年)

### スタイル・カウンシル
- 『カフェ・ブリュ』 - Café Bleu (1984年)
- 『アワ・フェイヴァリット・ショップ』 - Our Favourite Shop (1985年)
- 『ホーム・アンド・アブロード』 - Home and Abroad (1986年)
- 『ザ・コスト・オブ・ラヴィング』 - The Cost of Loving (1987年)
- 『コンフェッション・オブ・ア・ポップ・グループ』 - Confessions of a Pop Group (1988年)
- 『モダニズム: ア・ニュー・デケイド』 - Modernism: A New Decade (1989年)

### タルボット&ホワイト
- 『ユナイテッド・ステイツ・オブ・マインド』 - United States Of Mind (1993年)

### プレイヤーズ
- 『クリア・ザ・デッキ』 - Clear the Decks (2003年)
- 『フロム・ザ・シックス・コーナー』 - From the Six Corners (2005年)

### トリオ・ヴァロアー
- 『リターン・オブ・ジ・アイアン・モンキー』 - Return of the Iron Monkey (2008年)

### ファミリー・シルヴァー
- Electric Blend (2015年)